# Ставангерський корабель
Ставангерський корабель (норв. Stavangerskipet) — дубовий корабель вікінгів, виявлений в 2022 році поблизу міста Ставангера в норвезькому районі Ругаланн.

## Опис
Довжина корабля — ~22 м, ширина — більше 5 м. За формою та розмірами судно нагадує Усеберзький корабель, ще один корабель вікінгів, знайдений в Норвегії на початку XX століття.
Курган на цвинтарі Салхушхауген на території муніципалітету Хармой, розташованого в районі міста Ставангер на півдні Норвегії довгий час вважався порожнім. Однак це місце раніше, понад сто років тому, вже досліджувалося. Тоді тут було знайдено два мечі, спис, золотий браслет, 15 дерев'яних лопат, кілька наконечників стріл та деякі інші речі, тому у червні 2022 року археологи вирішили обшукати цей район більш детально за допомогою георадару, геофізичний приладу, який використовує класичний принцип радіолокації для визначення того, що знаходиться під поверхнею землі. Саме за допомогою георадару і було знайдено під землею більш, як 20-метровий корабель. Ця знахідка проливає світло на перших королів вікінгів, вважають науковці. «Сигнали георадару чітко показують форму 20-метрового корабля. Він досить широкий і нагадує Усеберзький корабель», — пояснив археолог зі Ставангерського університету Хокон Рейєрсен. За припущеннями фахівців, знайдений корабель дійсно може бути давнішим за Усеберзький корабель, знайдений у 1904 році, вік якого датували орієнтовно 820 роком н. е. «Є багато вказівок на те, що це судно побудували близько 770 року, тобто на 50 років раніше, ніж Усеберзький корабель», — доповнив пошуковець.
Крім того, насправді, знайдений корабель може бути поховальним кораблем. Археологи мають намір провести контрольні розкопки, щоб вивчити корабель та визначити його справжній вік.
Знайдення на такій невеликій території одразу три корабельні поховання — є абсолютно унікальним фактом, це підкріплює теорію про те, що саме тут знаходився головний осередок влади до епохи Гаральда I Прекрасноволосого, який жив у ІХ-Х ст.
«Ці корабельні поховання — найдавніші у Скандинавії. Ці знахідки демонструють, що перші королі вікінгів осіли в Авалдснесі і це вони започаткували стандарт королівських поховань у Північній Європі», — коментують знахідки археологи.